# Faouzi Bensaïdi
Faouzi Bensaïdi (árabe: فوزي بن السعيدي; nacido el 14 de marzo de 1967) es un director de cine, actor, guionista y artista marroquí. Su película Mille mois se proyectó en la sección Un Certain Regard del Festival de Cannes de 2003.
En 2011, su película Death for Sale se estrenó en el Festival Internacional de Cine de Toronto en septiembre. La película fue seleccionada como la opción marroquí para el Óscar a la mejor película extranjera en la 85.ª edición de los premios de la Academia, pero no entró en la lista final.

## Filmografía parcial
- Mektoub (1997)
- Mille mois (2003)[5]
- WWW: What a Wonderful World (2006)
- Death for Sale (2011)
- Volubilis (2017)[6][7]
- Sofia (2018)